# WIG-telekomunikacja
WIG-TELKOM (lub WIG-Telekomunikacja) – indeks giełdowy spółek sektora telekomunikacyjnego Giełdy Papierów Wartościowych w Warszawie. Ten subindeks giełdowy indeksu WIG obliczany jest od 31 grudnia 1998 roku.